# Фируз-шах Туглак
Фируз-шах Туглак (урду فیروز شاہ تغلق‎), дев. फ़िरोज़ शाह तुग़लक़) или Фируз-шах III Туглакид — делийский султан из династии Туглаков. Сын Раджаба (Раззаба), младшего брата Малика Гази (более известного как Гийяс уд-дин I) и раджпутской принцессы из Дипалпура. Приходился двоюродным братом султану Мухаммад-шаху Туглаку (1325—1351).

## Вступление на престол
Фируз Шах, третий султан династии Туглаков, занял трон в 1351 году в зрелом возрасте (после своего двоюродного брата Мухаммеда), и правил до 1388 года. После смерти Мухаммеда Туглака страна была охвачена восстаниями, начали грабить лагерь султана. В этом критическом положении находившаяся в лагере знать предложила занять престол Фирузу Туглаку, двоюродному брату покойного султана, который принял это предложение с некоторым колебанием. Мухаммед не оставил наследника мужского пола и даже сам наметил Фируза своим преемником.

## Характер
Мухаммед Туглак относился к нему с любовью и доверием. Он занимал высокие посты и приобрёл значительный политический и административный опыт, но по характеру он был скорее затворником. Ему не хватало честолюбия, мужества и неодолимого стремления к войне — качеств, которые были необходимы правителю в его век. Современные ему летописцы, Барани и Афиф, изображают его идеальным мусульманским правителем, они высоко превозносят его скромность, милосердие, преданность вере и правдолюбие. Но мягкость характера не приносила политических побед, и так же стоит упускать из виду тот факт, что установление мусульманской теократии в соответствии с Кораном, к чему он явно стремился, было не совместимо с благосостоянием индусских подданных, которые составляли подавляющее большинство населения империи. Его жена исповедовала индуизм.

## Архитектура

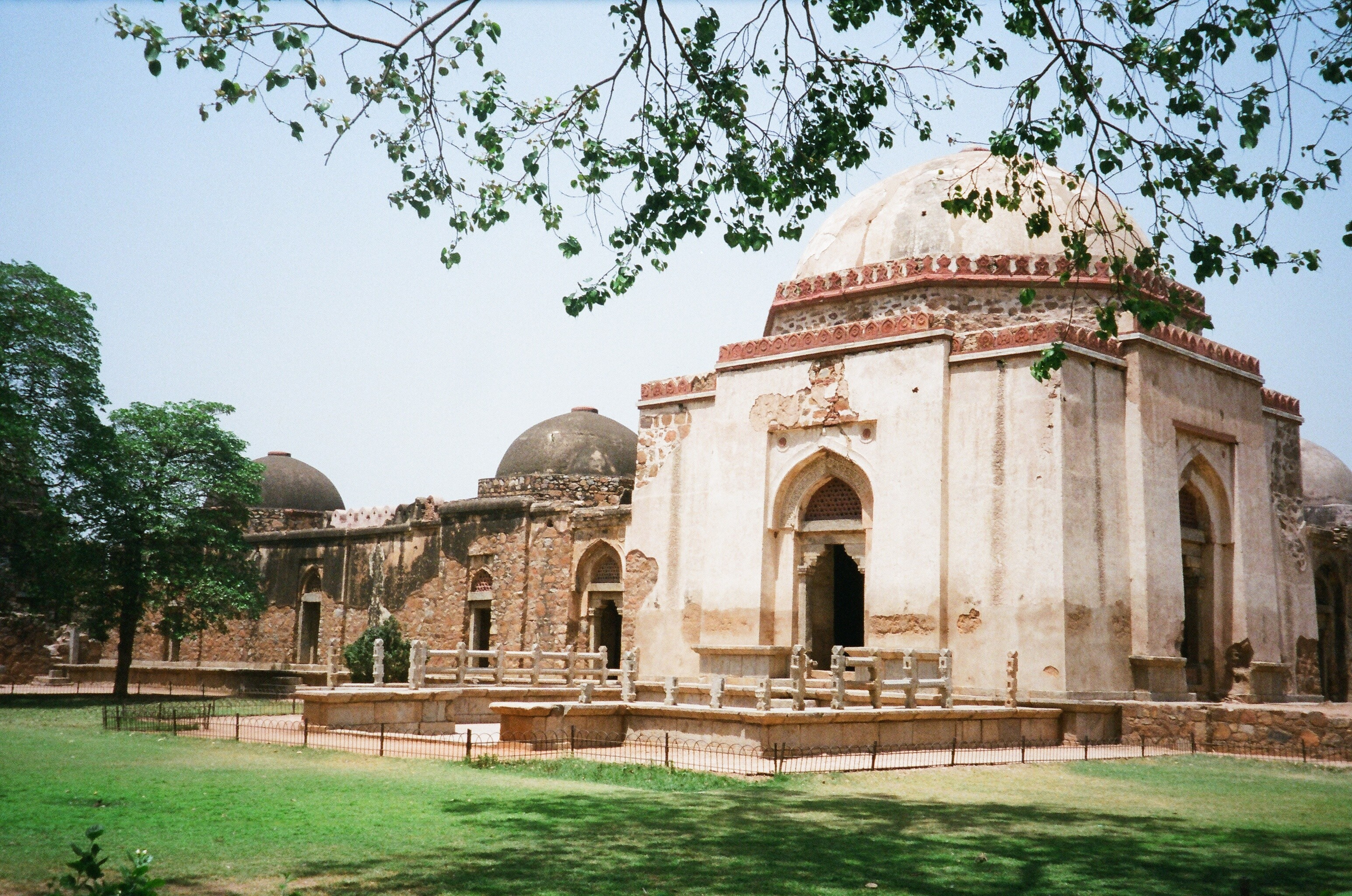
Гробница Фируз-шаха с прилегающим медресе в составе градостроительного ансамбля Хаус Кхаз, Дели

Фируз Шах вместе с премьер-министром Хан -и-Джахан Джунана шахом построили много мечетей, гробниц, павильонов, охотничьих домов, ирригационных проектов на своих землях. Он был основателем таких городов, как Джуанпур, Фатхабад реализовали план цитадели (дворца) в новом городе Ферозабаде. Близ Дели были заложены новые сады. Два монолита с указами Ашоки были привезены в Дели.
При его правлении было построено 1200 садов в округ Дели, 200 районов, 50 дамб, 40 мечетей, 30 мечетей, 30 колледжей, 100 гостиниц, 100 больниц, 100 общественных бань, 150 мостов, многие из построек являются памятниками архитектуры.

## Наука и религия
Фируз как ортодоксальный суннит был заинтересован в распространении учения ислама. Он построил много медресе, которые получали щедрые пожалования. Многие мусульманские богословы и учёные пользовались его покровительством. Он интересовался светской литературой. После завоевания Нагаркота в руки султана попала большая библиотека. По его приказу несколько санскритских работ, находившиеся в этой библиотеке, были переведены на фарси. Богослов, которого султан более всего почитал, был Джалал ад-дин Руми.
В период правления Фируз-шаха началось преследование шиитов и индуистов, обязанность уплаты джизьи была возложена даже на брахманов, однако вскоре суннитская реакция стихла.

## Реформы правления

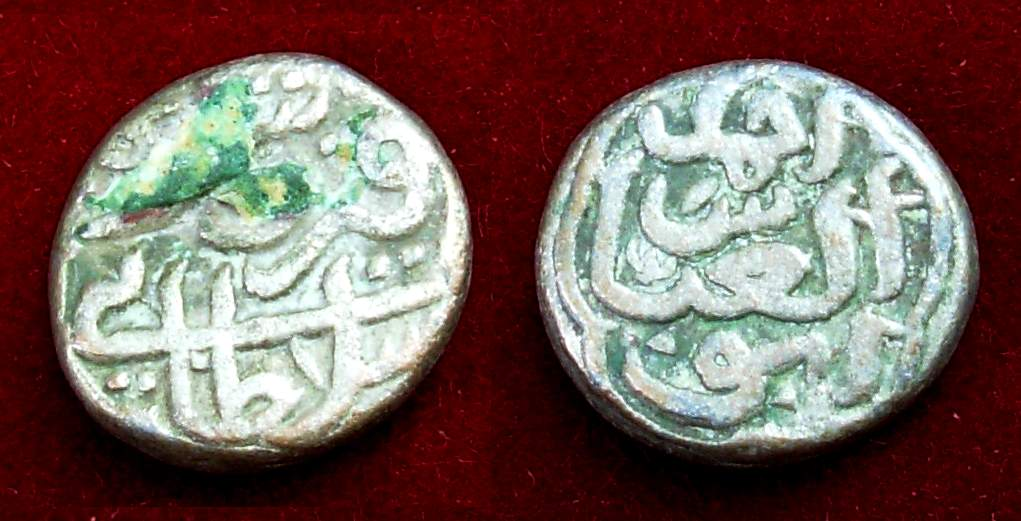
Монеты времени Фируз шаха

Фируз внес в систему управления много изменений. Военачальники стали фактически самостоятельными правителями в своих ленах, и контроль из центра под управлением на местах был заметно ослаблен. Мероприятия, связанные с поземельным налогом, были в целом благоприятны для народа. Размеры обложения были установлены после обследования прав и форм владения, а некоторые наиболее вопиющие злоупотребления, связанные со взиманием налогов, были пресечены. Фактически система налогообложения основывалась на принципах Корана. Этим правом руководствовался, конечно, и суд.

## Армия
Фируз ослабил военную организацию султана своей неразумной щедростью. Афиф говорит, что Фируз издал следующий приказ: «Когда солдат состарится на его место становится его сын, если у него нет сына, то его зять, если нет зятя — за него служит его раб». Ежегодное освидетельствование боевых коней стало бесполезным, поскольку господствовала коррупция, которая иногда даже поощрялась султаном.

## Последние годы
Смерть старшего сына султана Фатх-хана в 1374 году была для Фируза тяжёлым ударом. Фируз Шах умер в возрасте семидесяти девяти лет от старости. После его смерти на трон взошёл его преемник внук Гийяс-уд-дин Туглак шах II.